# Отмъстителите: Краят
„Отмъстителите: Краят“ (на английски: Avengers: Endgame) е американско фентъзи от 2019 г. за едноименния екип супергерои Отмъстителите на Марвел Комикс. Режисьори са Антъни и Джо Русо, а сценарият е на Кристофър Маркъс и Стивън МакФийли. Това е 22-рият филм в киновселената на Марвел и е продължение на Отмъстителите: Война без край. Премиерата в САЩ е на 26 април 2019 г. В края на юли същата година става най-печелившият филм в историята, задминавайки „Аватар“ от 2009 г.

## Резюме
Гибелните последици от събитията, задействани от Танос, които заличават половината живот от цялата вселена и пречупват Отмъстителите, кара оцелелите Отмъстители да се изправят за последен път пред лудия титан.

## Актьорски състав
| Актьор                 | Роля                                  |
| ---------------------- | ------------------------------------- |
| Робърт Дауни Джуниър   | Тони Старк / Железния човек           |
| Крис Евънс             | Стив Роджърс / Капитан Америка        |
| Крис Хемсуърт          | Тор                                   |
| Марк Ръфало            | Брус Банър / Хълк                     |
| Скарлет Йохансон       | Наташа Романов / Черната вдовица      |
| Джереми Ренър          | Клинт Бартън / Ястребово око          |
| Пол Ръд                | Скот Ланг / Ант-Мен                   |
| Дон Чийдъл             | Джеймс „Роуди“ Роудс / Бойната машина |
| Карън Гилън            | Небюла                                |
| Брадли Купър           | Енотът Рокет (глас)                   |
| Бри Ларсън             | Керъл Денвърс / Капитан Марвел        |
| Джош Бролин            | Танос                                 |
| Бенедикт Къмбърбач     | Стивън Стрейндж / Доктор Стрейндж     |
| Том Холанд             | Питър Паркър / Спайдър-Мен            |
| Чадуик Боузман         | Т'Чала / Черната пантера              |
| Антъни Маки            | Сам Уилсън / Соколът                  |
| Себастиан Стан         | Джеймс „Бъки“ Барнс / Зимният войник  |
| Елизабет Олсън         | Уанда Максимоф / Алената вещица       |
| Крис Прат              | Питър Куил / Звездният повелител      |
| Зоуи Салдана           | Гамора                                |
| Дейв Батиста           | Дракс Разрушителя                     |
| Вин Дизел              | Грут (глас)                           |
| Пом Клементиев         | Мантис                                |
| Еванджелин Лили        | Хоуп ван Дайн / Осата                 |
| Том Хидълстън          | Локи                                  |
| Гуинет Полтроу         | Пепър Потс                            |
| Джон Фавро             | Хепи Хоган                            |
| Кери Кондон            | П.Е.Т.Ъ.К. (глас)                     |
| Данай Гурира           | Окойе                                 |
| Бенедикт Уонг          | Уонг                                  |
| Теса Томпсън           | Валкирия                              |
| Таика Уаитити          | Корг                                  |
| Летиша Райт            | Шури                                  |
| Уинстън Дюк            | М'Баку / Човекът-маймуна              |
| Анджела Басет          | Рамонда                               |
| Майкъл Дъглас          | Ханк Пим                              |
| Мишел Пфайфър          | Джанет ван Дайн                       |
| Линда Карделини        | Лора Бартън                           |
| Ема Фурман             | Каси Ланг                             |
| Александра Рейб        | Моргън Старк                          |
| Мариса Томей           | Мей Паркър                            |
| Джейкъб Баталон        | Нед                                   |
| Уилям Хърт             | Тадиъс Рос                            |
| Самюел Джаксън         | Ник Фюри                              |
| Коби Смолдърс          | Мариа Хил                             |
| Тилда Суинтън          | Древната                              |
| Робърт Редфорд         | Александър Пиърс                      |
| Франк Грило            | Брок Ръмлоу / Кросбоунс               |
| Максимилиано Хернандез | Джаспър Ситуел                        |
| Рене Русо              | Фрига                                 |
| Натали Портман         | Джейн Фостър                          |
| Рос Маркуанд           | Йохан Шмит / Червения череп           |
| Джон Слатъри           | Хауърд Старк                          |
| Хейли Атуел            | Пеги Картър                           |
| Джеймс Д'Арси          | Едвин Джарвис                         |
| Том Вогън-Лаулър       | Ебони Мау                             |
| Тери Нотари            | Кул Обсидиан                          |
| Кери Кун               | Проксима Миднайт                      |
| Майкъл Джеймс Шоу      | Корвус Глейв                          |
| Стан Лий               | Шофьор от 70-те                       |

## В България
В България филмът е пуснат по кината на същата дата от Форум Филм България.
На 15 декември 2019 г. е излъчен първоначално по HBO и е достъпен в HBO GO.
На 12 декември 2021 г. се излъчва по NOVA с български дублаж за телевизията. Екипът се състои от:
| Озвучаващи артисти  | Христина Ибришимова Ася Братанова Даниела Сладунова Николай Николов Здравко Методиев Христо Узунов |
| Преводач            | Саша Добрева                                                                                       |
| Тонрежисьор         | Цветомир Цветков                                                                                   |
| Режисьор на дублажа | Димитър Кръстев                                                                                    |